# مجاهدین افغانستان
مجاهدین افغانستان یا مجاهدین به گروه‌های مختلف اسلامگرایی گفته می‌شود که در افغانستان در برابر اتحاد جماهیر شوروی و دولت جمهوری دموکراتیک افغانستان در طول جنگ شوروی و افغانستان و پس از آن در دورهٔ اولین جنگ داخلی افغانستان جنگیدند.
نبردهای این گروه‌ها منجر به خروج ارتش شوروی از افغانستان در سال ۱۹۸۹ و سرنگونی حکومت افغانستان در سال ۱۹۹۲ شد. پس از آن به دلیل به توافق نرسیدن گروه‌های مجاهدین بر سر تقسیم قدرت جنگ داخلی افغانستان میان آن‌ها آغاز شد که تا زمان سقوط حکومت طالبان در سال ۲۰۰۱ ادامه داشت.

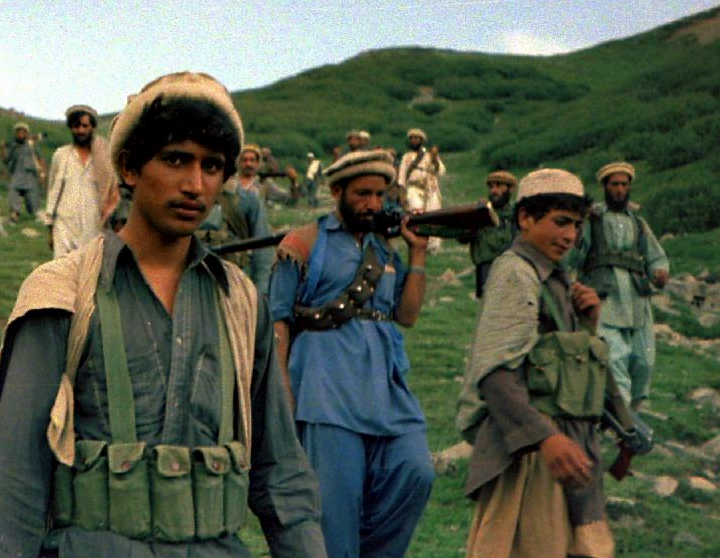
مجاهدین افغان در حال گذر از خط دیورند (مرز پاکستان و افغانستان)، پائیز ۶۴

## تاریخچه

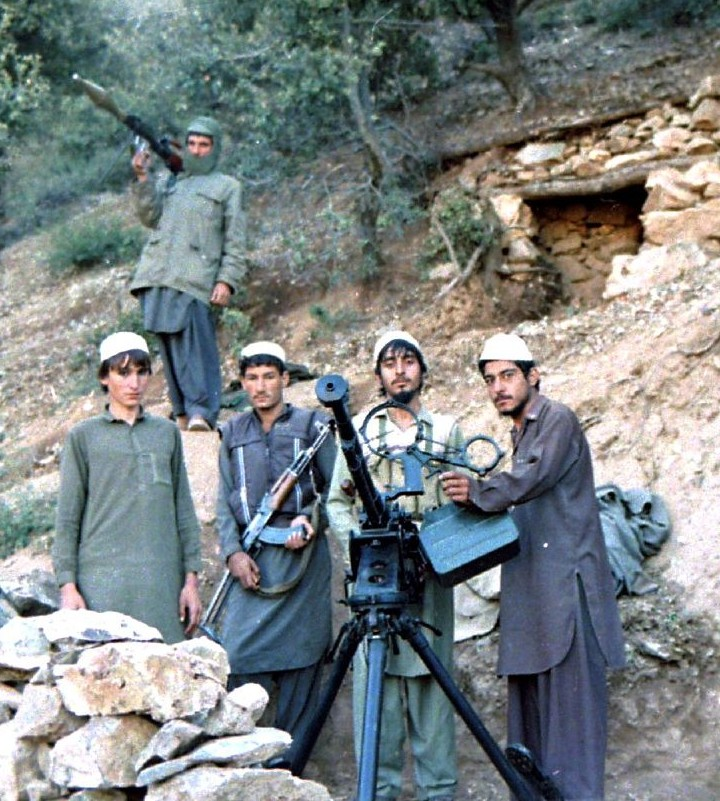
نیروهای جمعیت اسلامی افغانستان با یک تیربار دوشکا، سال ۶۶

مجاهدین که متشکل از اقوم مختلف افغانستان بودند، پس از روی کار آمدن رژیم کمونیستی توسط حزب دمکراتیک خلق افغانستان به رهبری نورمحمد تره‌کی که با همکاری اتحاد جماهیر شوروی و در اثر کودتای افسران کمونیست به وجود آمده بود، آنان به مخالفت و جنگ مسلحانه پرداختند. این جنگ‌ها با ورود ارتش سرخ شوروی به افغانستان ابعاد گسترده‌تری یافت که مداخلات خارجی در اوضاع افغانستان را به نفع رژیم یا نیروهای مقاومت در پی داشت.
در آن سوی مرزها در پاکستان و ایران روحانیون مردم را به ادامه قیام علیه حکومت کمونیستی تشویق می‌کردند. رفته رفته احزاب جهادی از دل روحانیون و روشنفکران و مهاجرین به وجود آمدند. در پاکستان ۷ گروه که بعدها به ائتلاف هفتگانه مشهور شد محور فعالیت‌های مهاجرین و مجاهدین قرار گرفت و در ایران نیز شورای احزاب هشتگانه که مهم‌ترین شان حزب حرکت اسلامی افغانستان و همچنین سازمان نصر که شدیداً به ایران وابسته بود.

## شروع کار مجاهدین
رفتار خشن افسران و سیاست‌مداران رژیم کمونیستی که با کودتا، رژیم جمهوری را ساقط کرده بودند با مخالفین و به ویژه برخورد تند آن‌ها با جامعهٔ مذهبی و رهبران مذهبی، موجب روگردانی عمومی از حکومت کودتا گردید. در اثر سرکوب‌های خشن حکومت، ابعاد مخالفت با رژیم بیشتر گردید و اتحاد جماهیر شوروی، برای نجات «انقلاب» به خواستهٔ حکومت وقت افغانستان وارد خاک افغانستان شد و آن را اشغال نظامی کرد. اشغال نظامی توسط ارتش سرخ، موجب مقاومت گسترده با رژیم کمونیستی افغانستان و ارتش شوروی گردید که در اثر آن صدها هزار نفر کشته شدند و حدود هشت میلیون نفر از اتباع افغانستان به کشورهای دیگر مهاجر گردیدند.

## رابطه آمریکا و مجاهدین
سازمان سیا در مسلح کردن مجاهدین در زمان جنگ شوروی نقش به سزایی داشت و بر پایهٔ اطلاعاتی که از جاسوسان خود به‌دست آورده بود، حمایت از مجاهدین را حتی پیش از حملهٔ شوروی به افغانستان آغاز کرده بود.
چالمرز جانسن می‌نویسد:

«برای انجام یک عملیات پنهان که سیا قصد انجامش را دارد، رئیس‌جمهور آمریکا باید سندی به نام حکم را امضاء کند؛ یعنی اجازهٔ حمله را بدهد. رئیس‌جمهور جیمی کارتر در ۲۴ دسامبر ۱۹۷۹ به سازمان سیا دستور داد تا به‌طور مخفیانه به مجاهدین افغانستان کمک کند؛ ولی حقیقت ماجرا آنجاست که کارتر حکم را در سوم ژانویه ۱۹۷۹ یعنی شش ماه پیش از آغاز جنگ امضاء کرده بود و این کار را هم به توصیهٔ مشاور امنیت ملی خود زبیگنیف برژینسکی انجام داده بود تا روسیه را تحریک به حملهٔ عجولانه بکند. درواقع سیا از مجاهدین بعنوان گوشتِ دَم توپ استفاده کرد.»

## احزاب جهادی

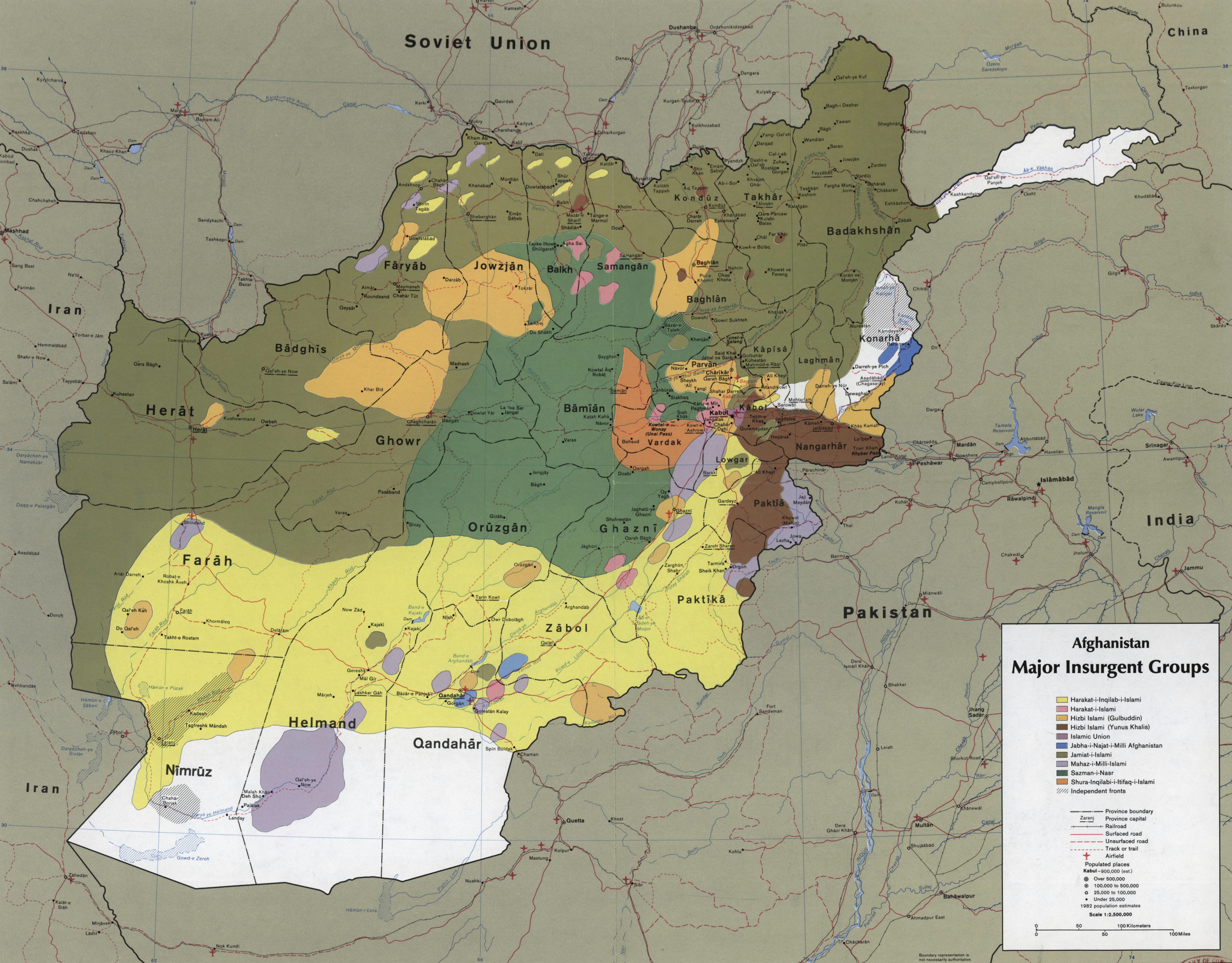
پایگاه‌های اصلی مجاهدین افغانستان در سال ۱۳۶۴. یشمی: جمعیت اسلامی، نارنجی: حکمتیار، سبز تیره: سازمان نصر، زرد: حرکت انقلاب اسلامی، صورتی: حرکت اسلامی، قهوه‌ای: یونس خالص، بنفش: سیاف، آبی: مجددی، بنفش روشن: گیلانی، نارنجی تیره: شورای انقلابی

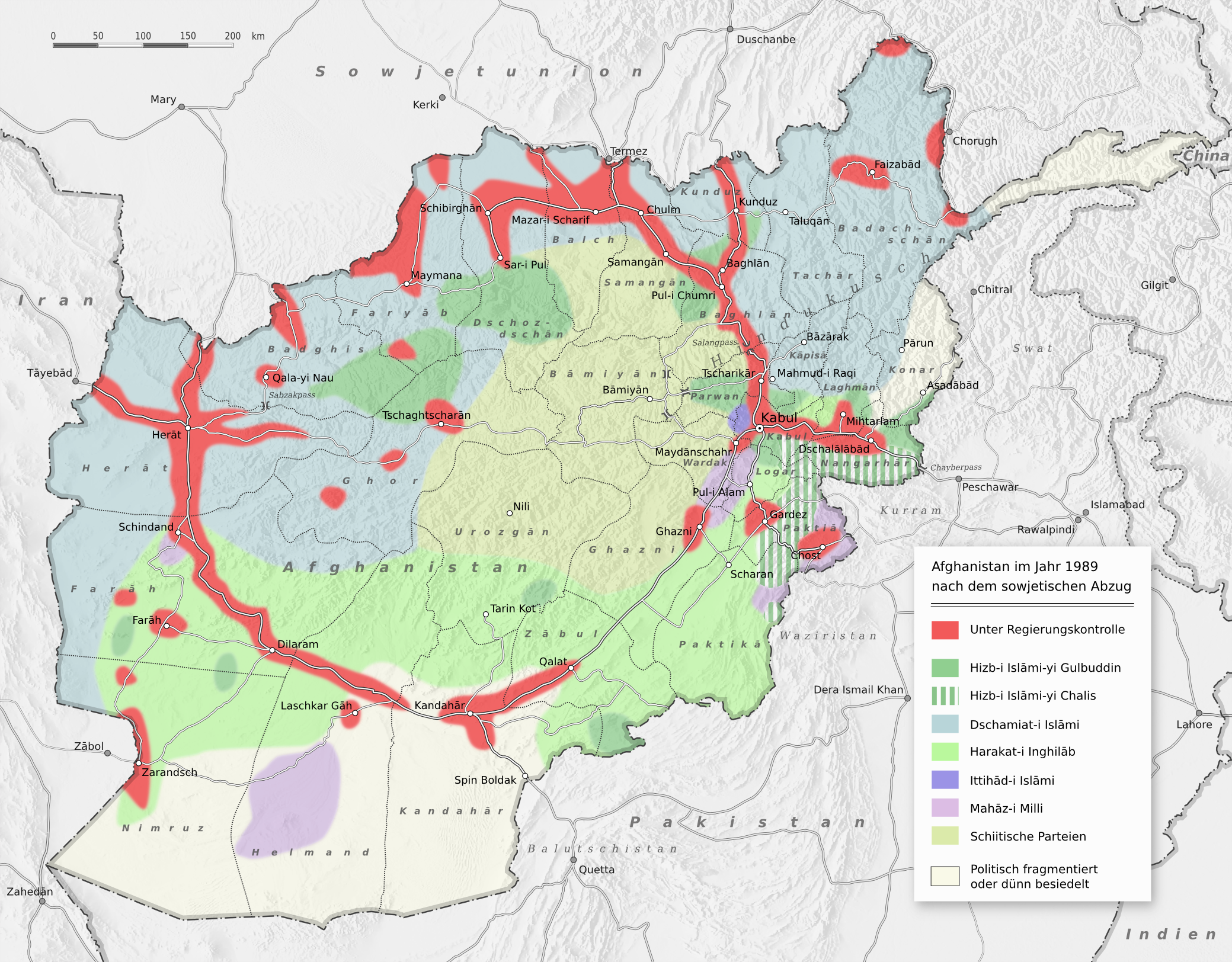
افغانستان در سال ۱۳۶۸. قرمز: حکومت، آبی: جمعیت اسلامی، سبز: حکمتیار، هاشور سبز و سفید: خالص، زرد: احزاب شیعه، سبز کمرنگ: حرکت انقلاب، بنفش: سیاف: صورتی: گیلانی

### ائتلاف هفتگانه پیشاور
مهم‌ترین ائتلاف مجاهدین شامل این هفت گروه می‌شد که در سال ۱۳۶۴ در شهر پیشاور پاکستان با یکدیگر متحد شدند. همه این گروه‌ها از مسلمانان سنی تشکیل شده و از نظر اعتقادات سیاسی چهار گروه اول به اسلام سیاسی و برقراری حکومت مبتنی بر شریعت معتقد بودند و سه گروه آخر بیشتر به جریان سنتی مذهبی تعلق داشته و رابطه خوبی با ظاهرشاه پادشاه مخلوع افغانستان داشتند:
- حزب اسلامی - شاخه حکمتیار به رهبری گلبدین حکمتیار - بزرگ‌ترین حزب و عمدتاً پشتون
- جمعیت اسلامی افغانستان به رهبری برهان‌الدین ربانی و فرماندهی احمدشاه مسعود -عمدتاً تاجیک
- حزب اسلامی - شاخه خالص به رهبری یونس خالص - عمدتاً پشتون
- اتحاد اسلامی افغانستان به رهبری رسول سیاف - عمدتاً پشتون با گرایش وهابی
- محاذ ملی اسلامی افغانستان به رهبری پیر احمد گیلانی - عمدتاً پشتون با گرایش تصوف
- جبهه ملی نجات افغانستان به رهبری صبغت‌الله مجددی - عمدتاً تاجیک با گرایش تصوف
- حرکت انقلاب اسلامی افغانستان به رهبری محمدنبی محمدی - عمدتاً پشتون

### ائتلاف هشتگانه
ائتلاف هشتگانه شامل مجاهدین شیعه می‌شد که بیشتر به قوم هزاره تعلق داشتند:
- حزب‌الله افغان
- سازمان نصر به رهبری سید حسین حسینی دره صوفی و عبدالعلی مزاری
- پاسداران جهاد اسلامی افغانستان افغانستان به رهبری محمد اکبری
- شورای انقلابی اتفاق اسلامی به رهبری سید علی بهشتی
- جنبش انقلاب اسلامی به رهبری نصرالله منصور
- حرکت اسلامی افغانستان به رهبری آصف محسنی و شیخ صادق هاشمی
- اتحاد مبارزان اسلامی به رهبری مصباح ساده
- حزب رعد افغانستان عبدالجعفر نادری و اسماعیل بلخی

اغلب احزاب شیعه با تشکیل حزب وحدت اسلامی به رهبری عبدالعلی مزاری در سال ۱۹۸۹ جذب آن شدند و پس از آن حزب وحدت به عنوان نماینده اصلی هزاره‌های افغانستان درآمد.

## پیروزی مجاهدین
پیروزی مجاهدین از اصطلاحات تاریخ نوین افغانستان است و در گاهنامه افغانستان ثبت شده‌است.
مجاهدین بالاخره پس از چهارده سال درگیری‌های گوناگون با نیروهای ارتش سرخ شوروی در ۸ اردیبهشت ۱۳۷۱ (۸ ثور) موفق شدند وارد کابل پایتخت افغانستان شودند.
پس از آنکه نیروهای شوروی از افغانستان بیرون رفتند، جنگ داخلیِ قومی بین گروه‌های مجاهدین رخ داد که در پایان این جنگ عده ای از آن‌ها به‌نام طالبان به قدرت رسیدند.
پیروزی مجاهدین افغانستان، هم‌زمان شد با جنگ داخلی بین احزاب مجاهد: برهان الدین ربانی و احمدشاه مسعود تاجیک تبار به عنوان رئیس‌جمهور و وزیر دفاع دولت موقت، در تقابل با حزب‌های دیگر که خواستار قدرت بودند.